# Harrogate Town Football Club
L'Harrogate Town Association Football Club, meglio noto come Harrogate Town, è una società calcistica inglese con sede nella città di Harrogate, nel North Yorkshire. Nella stagione 2020-2021 il club milita in League Two dopo aver vinto i play-off della National League nella stagione precedente.

## Storia
Il club fu fondato come Harrogate A.F.C. nel 1914. Furono ammessi alla Northern League e iniziarono a giocare le loro partite casalinghe al County Ground. Tuttavia, a causa dello scoppio della prima guerra mondiale, il campionato fu annullato. Dopo la prima guerra mondiale, Robert Ackrill Breare organizzò un incontro per discutere di come riunire il club. Breare in seguito divenne il segretario del club, che entrò nella West Riding League.
L'Harrogate giocò il suo primo incontro ufficiale il 30 agosto 1919 a Starbeck Lane Ground vincendo 1-0 contro l'Horsforth. Nello stesso anno la squadra esordì in FA Cup, venendo però eliminata al replay del primo turno. Quella stagione l'Harrogate conquistò anche il suo primo trofeo, la Whitworth Cup. Nella stagione 1920-21 furono una delle squadre fondatrici della nuova Yorkshire League, ma continuarono a schierare una squadra anche nella West Riding League. Quell'anno il club si trasferì nel nuovo terreno di gioco, il Wetherby Road. Durante i periodi festivi, hanno preso parte a amichevoli contro avversari di categoria superiore, come il Liverpool nello stadio di Anfield, e lo Sheffield United. Nel 1925 l'Harrogate vinse la West Riding County Challenge Cup sconfiggendo per 3-1 il Fryston Collie. Nel 1926-1927 il club vinse la Yorkshire League, ritornando quindi nella Northern League. Quella stessa stagione vinsero la loro seconda West Riding County Challenge Cup. Il club si sciolse nel 1932, ma venne rifondato nel 1935 col nome di Harrogate Hotspurs e nel dopoguerra riprese la definitiva denominazione di Harrogate Town A.F.C.
Dopo aver passato vari decenni nei bassifondi dei campionati dilettantistici inglesi, nel 2004 il club venne ammesso nella nuova National League North. A partire dalla stagione 2017-2018 il club passò dal semi-professionismo al professionismo per la prima volta nella sua storia. Quella stagione il club vinse i play-off della National League North contro il Brackley Town ottenendo la promozione nella National League. La stagione successiva l'Harrogate terminò il campionato al 6º posto ma venne eliminato ai quarti di finale dei play-off dal Fylde. Nella stagione 2019-2020 il club era in seconda posizione prima che la pandemia di COVID-19 imponesse lo stop del campionato. Ai play-off l'Harrogate batté prima il Boreham Wood in semifinale e poi sconfisse 3-1 il Notts County in finale, ottenendo la prima promozione in League Two della sua storia .

## Allenatori
- Peter Gunby (1972-1973)
- Neil Aspin (2005-2009)

## Palmarès

### Competizioni nazionali
- Northern Premier League: 1

2001-2002
- Northern Premier League Division One Cup: 1

1989-1990
- FA Trophy: 1

2019-2020

### Competizioni regionali
- Yorkshire League: 1

1926-1927
- Yorkshire League Division Two: 1

1981-1982
- West Riding County Challenge Cup: 8

1925–1926, 1926–1927, 1962–1963, 1972–1973, 1985–1986, 2001–2002, 2002–2003, 2007–2008
- Whitworth Cup: 1

1919-1920

### Altri piazzamenti
- National League:

Secondo posto: 2019-2020
- National League North:

Vittoria play-off: 2017-2018

## Organico

### Rosa 2024-2025
| N. |                        | Ruolo | Calciatore           |
| -- | ---------------------- | ----- | -------------------- |
| 1  | Inghilterra (bandiera) | P     | Mark Oxley           |
| 2  | Inghilterra (bandiera) | D     | Ryan Fallowfield     |
| 3  | Inghilterra (bandiera) | D     | Joseph Mattock       |
| 4  | Inghilterra (bandiera) | C     | Josh Falkingham      |
| 5  | Inghilterra (bandiera) | D     | Will Smith           |
| 6  | Inghilterra (bandiera) | D     | Warren Burrell       |
| 7  | Inghilterra (bandiera) | C     | George Thomson       |
| 9  | Inghilterra (bandiera) | A     | Stephen Duke-McKenna |
| 10 | Inghilterra (bandiera) | A     | Aaron Martin         |
| 11 | Inghilterra (bandiera) | C     | Danilo Orsi          |
| 12 | Inghilterra (bandiera) | D     | Jack Diamond         |

| N. |                        | Ruolo | Calciatore     |
| -- | ---------------------- | ----- | -------------- |
| 13 | Inghilterra (bandiera) | P     | Joe Cracknell  |
| 14 | Inghilterra (bandiera) | C     | Nathan Sheron  |
| 16 | Inghilterra (bandiera) | A     | Alex Pattison  |
| 17 | Inghilterra (bandiera) | C     | Lloyd Kerry    |
| 18 | Inghilterra (bandiera) | A     | Jack Muldoon   |
| 20 | Inghilterra (bandiera) | D     | Connor Hall    |
| 23 | Inghilterra (bandiera) | D     | Rory McArdle   |
| 29 | Inghilterra (bandiera) | D     | Luke Armstrong |
| 30 | Inghilterra (bandiera) | D     | Simon Power    |